# Кисельов Денис В'ячеславович
Дени́с В'ячесла́вович (Вячеславович) Кисельо́в (нар. 15 серпня 1976 — 18 лютого 2015) — капітан Збройних сил України.

## Життєвий шлях
Народився в місті Дрезден у родині військовослужбовця. Згодом з родиною мешкав у Мукачеві, де 1993 року закінчив ЗОШ № 10 міста. З 1993 року у лавах ЗСУ.
1997 року закінчив Одеський інститут Сухопутних військ, в 1997—1998-х — командир механізованого взводу, 1998—2002 — командир механізованої роти, у 2002—2004 — начальник штабу–перший заступник командира механізованого батальйону, 820-й гвардійський механізований полк 128-ї гвардійської механізованої дивізії. На початку січня 2004 року звільнений з військової служби в запас.
1 серпня 2014-го мобілізований; заступник начальника штабу механізованого батальйону 128-ї окремої гірсько-піхотної бригади. Ніс службу на блокпостах — біля села Макарове (Станично-Луганський район, блокпост «Сталінград»), смт Чорнухине Попаснянського району, села Малоорлівка Шахтарського району.
18 лютого 2015-го загинув під час виходу українських військ із Дебальцевого, прикриваючи виведення техніки підрозділів.
Без Дениса лишились батьки, дружина, син.
23 лютого 2015-го похований в місті Мукачеве.

## Нагороди та вшанування
- Указом Президента України № 270/2015 від 15 травня 2015 року — орденом Богдана Хмельницького III ступеня (посмертно)[1]
- Почесний громадянин міста Мукачева (рішення сесії Мукачівської міської ради від 28 травня 2015, посмертно)